# Metoikion
Dans l’Antiquité grecque, à l’époque de la démocratie athénienne, le metoïkion (grec : μετοίκιον) est une taxe annuelle payée par les métèques, attestée dans les sources littéraires à partir du IVe siècle av. J.-C., mais peut-être instituée dès la fin du Ve siècle av. J.-C. Elle s’élève à 12 drachmes pour un homme et 6 pour une veuve. Cette taxe fait partie des principales recettes fiscales de l’État athénien avec le fermage (location de terrains appartenant à l’État athénien), la taxe sur le commerce et les amendes. Les isotèles (grec : ἰσοτελής) sont dispensés du paiement de toutes les taxes pesant sur les métèques.